# Most Bačka Palanka – Ilok
Most Bačka Palanka – Ilok – most graniczny nad Dunajem łączący serbską Bačką Palankę z chorwackim Ilokiem.
Most stanowi połączenie komunikacyjne dwóch regionów – Baczki i Slawonii. Jego długość wynosi 825 metrów. Do użytku oddano go w 1974 roku. Koszt budowy wyniósł 110 milionów dinarów. Uroczystego otwarcia przy obecności 70 tysięcy widzów osobiście dokonał Josip Broz Tito. Mostowi nadano nazwę „25 Maja”. 4 kwietnia 1999 most został uszkodzony w wyniku nalotów sił NATO. Remont zakończono 30 kwietnia 2002. Do tego czasu most pozostawał niedostępny dla cięższych pojazdów.